# Arnaud Zucker
Arnaud Zucker (* 21. Juli 1964) ist ein französischer Altphilologe.

## Leben
Er erwarb 1987 die Agrégation und 1989 das Diplôme d’études approfondies. Er lehrt als ordentlicher Professor für griechische Literatur an der Universität Côte d’Azur.
Seine Interessengebiete sind antike Zoologie; antike Astronomie; Mythographie; Physiognomonie und antike und mittelalterliche Enzyklopädie.

## Schriften (Auswahl)
- Physiologus. Le bestiaire des bestiaires. Grenoble 2004, ISBN 2-84137-171-9.
- Aristote et les classifications zoologiques. Louvain-la-Neuve 2005, ISBN 2-87723-882-2.
- Les classes zoologiques en Grèce ancienne. D’Homère (VIIIe av. J.-C.) à Elien (IIIe ap. J.-C.). Aix-en-Provence 2005, ISBN 2-85399-603-4.
- Ératosthène de Cyrène. Catastérismes. Paris 2013, ISBN 978-2-251-00582-9.